# Кашин-Оболенский, Фёдор Иванович
Князь Фёдор Иванович Кашин-Оболенский — наместник и воевода во времена правления Ивана IV Васильевича Грозного. Рюрикович в XX колене.
Сын князя Ивана Васильевича Кашина-Оболенского Глухого и княжны Марии († ок. 1570).
Имел братьев: боярин Юрий Иванович, Пётр Иванович, Иван Иванович Сухой и Андрей Иванович из рода князей Кашины-Оболенские.

## Биография
На свадьбе князя Юрия Васильевича с княжной Ульяной Дмитриевной Палецкой "нёс княжий каравай" (сентябрь 1547). Один из воевод стоявших в Нижнем Новгороде, за городом стерёгшим Государево сено от  разграбления казанскими людьми (осень 1549). Числился по Оболенску в 1-й статье и пожалован в московское дворянство (1550). Наместник в Путивле (1552). Должен был годовать воеводой в Казани, но по болезни отказался (1553). Послан в Казань воеводой и на случай — должен быть на вылазках (1554). Третий воевода Сторожевого полка, стоял в Серпухове (1555).
Имел сына, князя и боярина Михаила Фёдоровича.